# Kimberly Severson
Kimberly Lyda Severson (nacida como Kimberly Lyda Vinoski, Tucson, 22 de agosto de 1973) es una jinete estadounidense que compitió en la modalidad de concurso completo.
Participó en los Juegos Olímpicos de Atenas 2004, obteniendo dos medallas, plata en la prueba individual y bronce por equipos (junto con Darren Chiacchia, John Williams, Amy Tryon y Julie Richards). Ganó una medalla de oro en el Campeonato Mundial de Concurso Completo de 2002.

## Palmarés internacional
| Juegos Olímpicos   | Juegos Olímpicos              | Juegos Olímpicos  | Juegos Olímpicos |
| Año                | Lugar                         | Medalla           | Categoría        |
| ------------------ | ----------------------------- | ----------------- | ---------------- |
| 2004               | Atenas (Grecia)               | Medalla de plata  | Individual       |
| 2004               | Atenas (Grecia)               | Medalla de bronce | Por equipos      |
| Campeonato Mundial |                               |                   |                  |
| Año                | Lugar                         | Medalla           | Categoría        |
| 2002               | Jerez de la Frontera (España) | Medalla de oro    | Por equipos      |